# Regra dos 5 de lipinski
A regra dos 5 de Lipinski é uma regra prática usada para avaliar se as características físico-químicas de um determinado composto químico com atividade farmacológica tornam viável a sua administração por via oral. A regra foi formulada em 1997 por Christopher Lipinski, a partir de observações empíricas das características dos fármacos que haviam chegado pelo menos até ensaios clínicos de segunda fase até então.
Essa regra seria importante, então, para evitar que a otimização da atividade farmacológica de uma molécula inicial não levasse à piora de sua atividade farmacocinética, de forma a inviabilizar o seu uso por via oral.

## Componentes da regra

Omeprazol é um medicamento comum que atende à regra dos 5 de Lipinski.

Segundo Lipinski, uma molécula com atividade farmacológica após administração por via oral não deve violar mais do que um dos seguintes critérios:
- Não ter mais do que 5 doadores de ligações de hidrogênio;
- Não ter mais do que 10 aceptores de ligações de hidrogênio;
- Ter massa abaixo de 500 daltons;
- Um coeficiente de partição octanol-água maior do que 5.

Note que todos os números envolvidos na regra são múltiplos de 5, o que dá origem ao nome da regra.

## Criticismo
Apesar da popularidade dessa regra no campo do desenvolvimento de pequenas moléculas com atividade farmacológica, especialmente nos primeiros anos após a sua publicação, a validade delas tem sido cada vez mais questionada. Desde 1997, uma proporção crescente dos medicamentos aprovados em testes clínicos desobedece a um ou mais dos critérios de Lipinski, principalmente por ultrapassarem o peso molecular máximo estabelecido. Mesmo antes da criação dessas regras, alguns fármacos de via oral comuns e bem caracterizados já as violavam, como por exemplo os antibióticos macrolídeos.
Críticas às regras de Lipinski incluem:
- A implícita simplificação excessiva dos complexos processos de absorção, distribuição, metabolismo e excreção, não abrindo espaço para considerações específicas de cada fármaco como as suas outras características químicas, incluindo solubilidade, carga, e flexibilidade conformacional;
- O desenvolvimento de técnicas computacionais que permitem otimizar pequenas moléculas para um alvo específico com maior nuance do que era possível na década de 1990;
- A rigidez das regras dificulta o desenvolvimento de fármacos que atendem algumas necessidades terapêuticas específicas. Um exemplo disso são fármacos contra doenças do sistema nervoso central, que precisam atravessar a barreira hematoencefálica, que favorece moléculas mais lipofílicas que podem violar as regras.

Segundo o próprio Lipinski, em um artigo publicado em 2022, um fator que tem levado ao declínio dessas regras é ao fato de que elas foram criadas em uma época em que a maior parte dos fármacos haviam sido descobertos por abordagens fenotípicas, isso é, com base nos efeitos observáveis dessas drogas em organismos. Ele contrasta isso com a abordagem mais comum atualmente, de descoberta de fármacos baseada em alvo, onde novos fármacos são desenvolvidos desde o início considerando um mecanismo de ação específico, a triagem de fragmentos in silico e testes in vitro.
Dessa forma, por mais que continue sendo importante considerar características de lipofilicidade e peso molecular durante o desenvolvimento de uma pequena molécula, é necessário evitar descartar moléculas potencialmente promissoras por conta de limites rígidos que não levam em conta as nuances de cada alvo terapêutico antes que estas tenham sido testadas adequadamente.